# 梅原村 (静岡県)
梅原村（うめはらむら）は静岡県の西部、豊田郡・磐田郡に属していた村である。
現在の磐田市国府台の北西の一角にあたる。磐田市編入後の大字名は梅原から王子町、高町、国府台と変遷している。

## 歴史
- 1889年（明治22年）4月1日 - 町村制の施行により、上野巳新田が一言村［一部］を合併し、改称のうえ単独で自治体を形成し、豊田郡梅原村が発足。中泉町と町村組合を結成し、同町大字中泉に組合役場を設置。
- 1896年（明治29年）4月1日 - 郡制の施行により所属郡が磐田郡に変更。
- 1929年（昭和4年）3月1日 - 中泉町に編入。同日梅原村廃止。町村組合は解消。

## 交通

### 道路
- 東海道（現国道1号）